# كارلوس مورينو غونزاليز
كارلوس مورينو غونزاليز (بالإسبانية: Carlos Merino)‏ (15 مارس 1980 ببلباو في إسبانيا - ) هو لاعب كرة قدم إسباني في مركز الوسط. لعب مع أتلتيك بيلباو وخيمناستيك طركونة ونادي ألباسيتي ونادي بورغوس ونادي لاس بالماس ونوتينغهام فورست ونومانسيا ونادي واكر إنسبروك (2002) وPanthrakikos F.C. ‏ وبورتغاليتي ‏.

## وصلات خارجية
- كارلوس مورينو غونزاليز على موقع قاعدة بيانات كرة القدم.إي يو (الإنجليزية)
- كارلوس مورينو غونزاليز على موقع Soccerbase.com (لاعب) (الإنجليزية)
- كارلوس مورينو غونزاليز على موقع Soccerway.com (الإنجليزية)